# Edmarka
Edmarka (Edmarka rex) – dinozaur z rodziny megalozaurów (Megalosauridae); nazwa została nadana na cześć amerykańskiego naukowca Billa Edmarka. Epitet gatunkowy rex pochodzi od Tyrannosaurus rex - początkowo przypuszczano, że edmarka osiągała rozmiary tego teropoda. Teropod podobny do torwozaura.
Żył w okresie późnej jury (ok. 154-150 mln lat temu) na terenach Ameryki Północnej. Długość ciała ok. 10-11 m, wysokość ok. 3,5 m, masa ok. 3 t. Jego szczątki znaleziono w USA (Wyoming Kolorado).
Dinozaur ten został opisany na podstawie fragmentarycznego szkieletu. Niektórzy przypuszczają, że mamy tu do czynienia ze szczątkami torwozaura.